# Profilaxis antibiótica
La Profilaxis antibiótica es la utilización de un fármaco para prevenir infecciones o controlarlas.
Aun cuando se usen técnicas estériles, los procedimientos quirúrgicos pueden introducir bacterias y otros microorganismos en la sangre (bacteriemia), los que pueden colonizar e infectar varias partes del cuerpo. Se estima que del cinco al diez por ciento de los pacientes hospitalizados en otorrinolaringología (“cabeza y cuello”) quirúrgica adquieren una infección nosocomial que agrega un costo sustancial y un promedio de 4 días extras en el hospital.
Los antibióticos pueden ser efectivos para neutralizar esas infecciones. Los pacientes deben ser seleccionados para profilaxis si la infección posoperatoria puede comprometer la recuperación.

## Infecciones microbianas
Las infecciones por lesiones locales (superficiales o profundas), las infecciones del tracto urinario (causadas por catéteres ureterales insertados por cirugía) y las neumonías (debidas a aspiración/tos debilitada causada por sedantes y analgésicos durante las primeras semanas de recuperación) pueden poner en peligro la salud del paciente después de la cirugía. 